# Dynamic synchronous Transfer Mode
Dynamic synchronous Transfer Mode(DTM)は、ダイナミック同期転送モードで、動的な帯域制御を可能にしたTDM拡張技術である。
光ファイバーを使用した100パーセントのQoSを実現するメトロポリタン・エリア・ネットワーク（MAN）向けの伝送システム。音声・動画・データの帯域を動的に制御する時分割多重化をベースとしたサーキットスイッチであり、音声・動画・データの統一した統合ネットワークを成立させた。 